# Rod Serling
Rod Serling, celým jménem Rodman Edward Serling, (25. prosince 1924 Syracuse – 28. června 1975 Rochester) byl americký scenárista a producent, tvůrce úspěšného seriálu The Twilight Zone (1959–1964). Celkem bylo natočeno 156 dílů seriálu, z nichž u 92 byl Serling autorem nebo spoluautorem, a každý díl uváděl. Dále vytvořil seriál Night Gallery (1970–1973) a je spoluautorem scénáře k filmu Planeta opic (1968).
Narodil se do židovské rodiny v Syracuse ve státě New York a většinu dětství strávil v Binghamtonu. Po dokončení střední školy vstoupil do armády, sloužil mj. na Filipínách. Armádu opustil v roce 1946 a poté studoval na Antioch College v Ohiu. Ještě jako student začal psát pro různé rozhlasové a poté televizní stanice. Prvního velkého úspěchu dosáhl v roce 1955 s epizodou seriálu Kraft Television Theatre.
Počátkem května 1975 utrpěl infarkt myokardu a byl hospitalizován. Později byl propuštěn, ale záhy utrpěl další infarkt a musel podstoupit operaci srdce, při níž došlo ke třetímu infarktu. Zemřel o dva dny později ve věku 50 let. S manželkou Carolyn Louise Kramer, se kterou se oženil v roce 1948, měl dvě dcery.